# Macintosh Quadra 800
Le Macintosh Quadra 800 est un ordinateur d'Apple. Il utilisait un nouveau boîtier qui sera réutilisé par le Quadra 840AV et plus tard par les Power Macintosh 8100 et 8500. Son nouveau processeur cadencé à 33 MHz et l'utilisation de mémoire plus rapide le rendait plus puissant que le Quadra 950, même s'il était moins évolutif que celui-ci. Il coûtait la moitié du prix.
Le Quadra 800 fut aussi commercialisé en tant que serveur, fourni avec des logiciels professionnels supplémentaires, sous le nom de Workgroup Server 80.

## Caractéristiques
- processeur : Motorola 68040 cadencé à 33 MHz
- bus système 32 bit cadencé à 33 MHz
- mémoire morte : 1 Mio
- mémoire vive : 8 Mio extensible à 136 Mio
- 8 Kio de mémoire cache de niveau 1
- disque dur SCSI de 230 Mo à 1 Go
- lecteur de disquette « SuperDrive » 1,44 Mo 3,5"
- lecteur CD-ROM 2x
- mémoire vidéo : 512 Kio de VRAM, extensible à 1 Mio
- résolutions supportées :
  - 512 × 384 en 16 bit
  - 640 × 480 en 8 bit (16 bit avec 1 Mio de VRAM)
  - 832 × 624 en 8 bit (16 bit avec 1 Mio de VRAM)
  - 1024 × 768 en 4 bit (8 bit avec 1 Mio de VRAM)
  - 1152 × 870 en 4 bit (8 bit avec 1 Mio de VRAM)
- slots d'extension:
  - 3 slots d'extension NuBus
  - 1 slot PDS
  - 4 connecteurs mémoire de type SIMM 72 broches (vitesse minimale : 60 ns)
  - 2 emplacements VRAM
  - 3 emplacements pour lecteur interne (dont 2 utilisés par le lecteur de disquette et le lecteur de CD-ROM)
- connectique:
  - 1 port SCSI (DB-25)
  - 2 ports série (Mini Din-8)
  - 2 ports ADB
  - port Ethernet AAUI-15
  - sortie vidéo DB-15
  - sortie audio : stéréo 8 bit
  - entrée audio : mono 8 bit
  - haut-parleur mono
- dimensions : 35,6 × 19,6 × 40,0 cm
- poids : 10,9 kg
- alimentation : 200 W
- systèmes supportés : Système 7.1 à 8.1